# Thyrsus uvarovi
Thyrsus uvarovi är en insektsart som beskrevs av Günther, K. 1935. Thyrsus uvarovi ingår i släktet Thyrsus och familjen torngräshoppor. Inga underarter finns listade i Catalogue of Life.